# 桂紅鴨
桂紅鴨（學名：Spatula cyanoptera）是一種鑽水鴨，分布於北美洲西部與南美洲，雄鳥羽毛為鮮豔的紅色，雌鳥羽毛則為棕色。這種鴨棲息於沼澤與池塘中，以植物與小型無脊椎動物為食。

## 外形

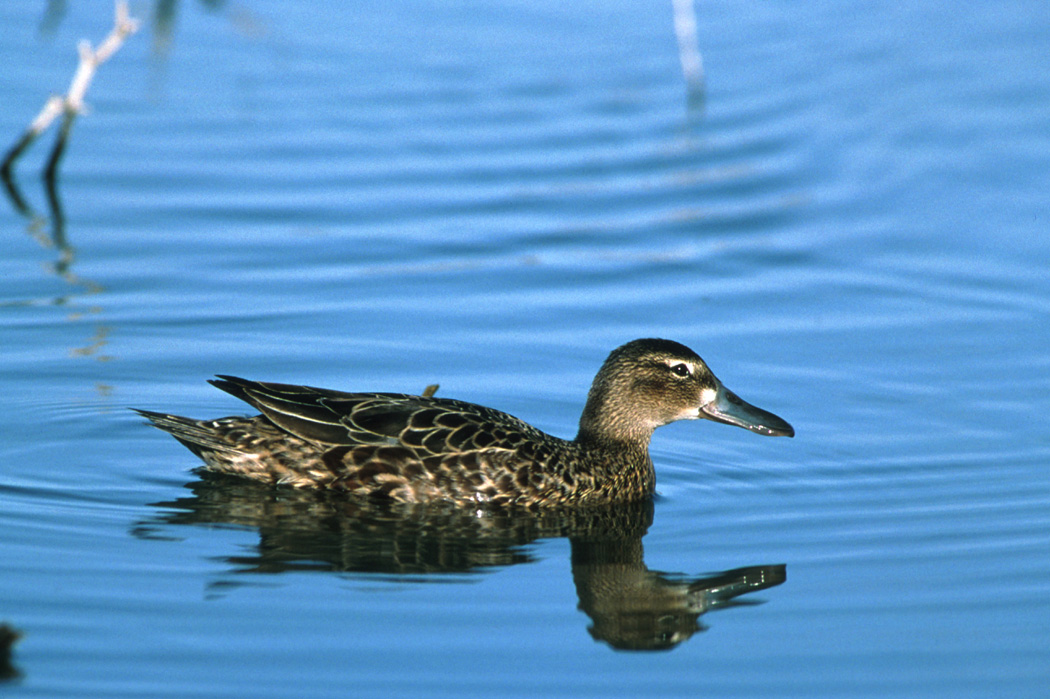
北方桂紅鴨的雌鴨

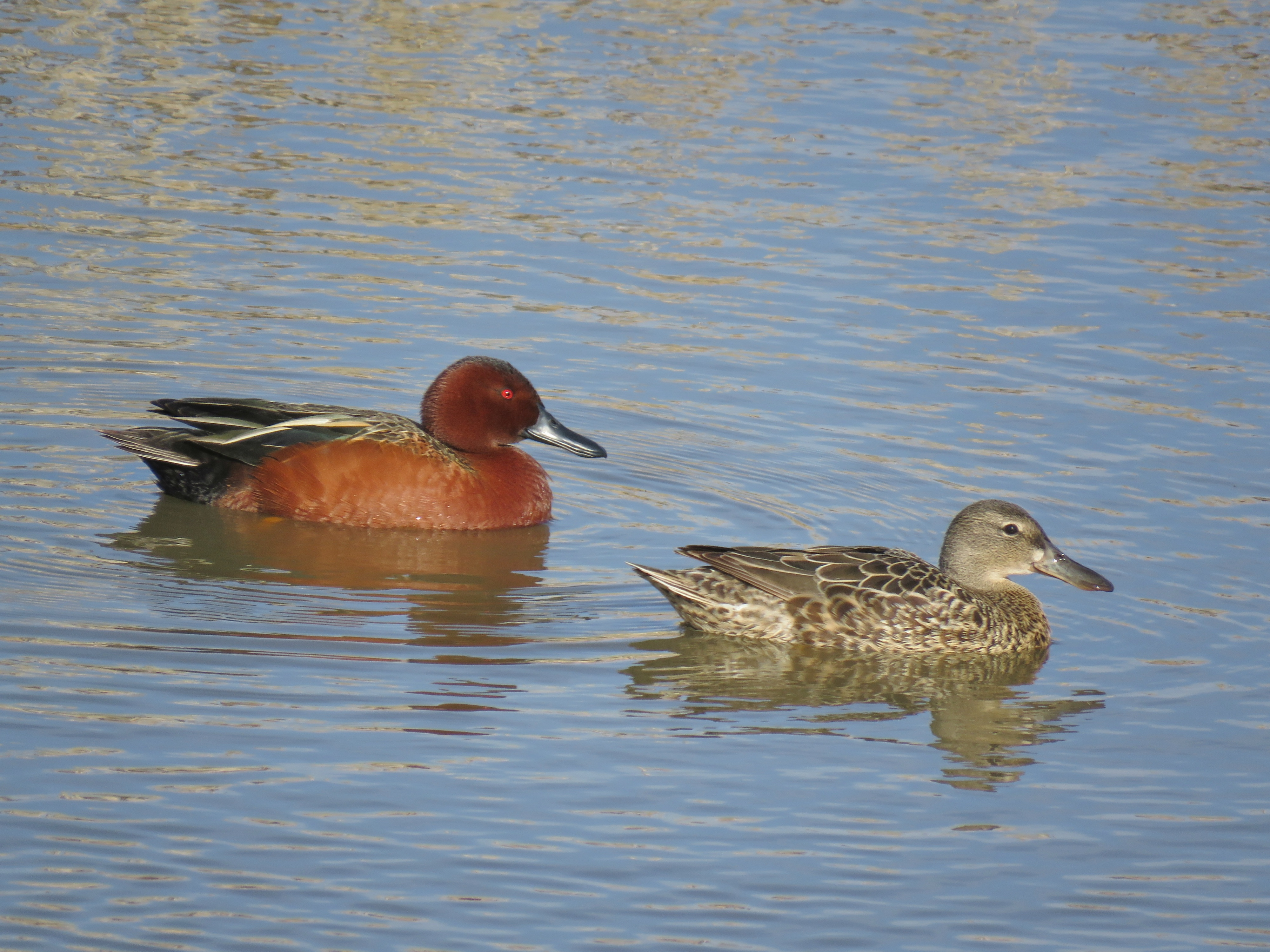
雄鴨（左）與雌鴨

桂紅鴨身長約41公分，雄鴨頭部與身體均呈桂紅色，背部為棕色，眼睛紅色，喙則是黑色。雌鴨身體為深棕色，羽毛排列出斑紋狀的外觀，頭為淺棕色，眼為棕色，喙則是灰色，雌鴨整體外形與同屬的藍翅鴨雌鴨相當類似，差異是桂紅鴨雌鴨的整體顏色較鮮明，喙較長且形狀較扁、近似鏟狀，且眼線較不明顯。幼雄鴨的外形與雌鴨接近，但眼睛為紅色 。這種鴨每年會換羽兩次（其中第一年會換羽三次）。

## 分布
桂紅鴨棲息於美國西部與加拿大最西南端的沼澤、池塘中，很少出現在北美東岸，這種鴨每年都會選擇新的配偶，分布於北美的亞種北方桂紅鴨會進行遷徙，至南美洲北部與加勒比海地區過冬，一般遷徙距離較藍翅鴨短。有些個體也在加州、亞利桑那州西南部過冬。另外四個亞種皆分布於南美，沒有遷徙行為，目前對此四亞種的生態與族群數量了解尚少。桂紅鴨雖然受到人類的捕獵，目前族群數量仍相當多，為無危物種，可能有超過百萬隻個體。

## 分類
桂紅鴨共有五種亞種：
- 北方桂紅鴨 Spatula cyanoptera septentrionalium（Oberholser, 1906）：在加拿大卑詩省至美國新墨西哥州西北部間的地區繁殖，在南美洲西北部過冬[6]。
- 熱帶桂紅鴨 Spatula cyanoptera tropica（Snyder & Lumsden, 1951）：分布於哥倫比亞的考卡河與马格达莱纳河谷地[6]。
- 博氏桂紅鴨 Spatula cyanoptera borreroi（Snyder & Lumsden, 1951）：其名為紀念哥倫比亞鳥類學家何塞·伊格纳西奥·博雷罗（英语：José Ignacio Borrero）。分布於哥倫比亞安地斯山東麓地區，在厄瓜多北部亦有發現。本亞種自1950年代起就未有發現紀錄[1]，現在可能已經絕種[6]。
- 安地斯桂紅鴨 Spatula cyanoptera orinoma（Snyder & Lumsden, 1951）：分布於祕魯的阿爾蒂普拉諾高原、智利北部與玻利維亞[6]。
- 阿根廷桂紅鴨 Spatula cyanoptera cyanoptera（Vieillot, 1816）：分布於祕魯南部、巴西南部、阿根廷、智利與福克蘭群島[6]。

桂紅鴨與藍翅鴨親緣關係接近，兩者可以雜交。2011年一項以粒線體DNA進行的系统发生学研究分析兩物種的演化關係，發現桂紅鴨在南美的四個亞種與藍翅鴨的關係，比它們與北方桂紅鴨的關係還要接近，北方桂紅鴨被認為是最早分支的類群，之後藍翅鴨才從四個南美的桂虹鴨亞種中分支出。

## 外部連結
- 互聯網鳥類收藏上有关Cinnamon Teal的錄像、照片和音頻
- Cinnamon Teal （页面存档备份，存于）, Birds of North America Online
- Cinnamon Teal Species Account （页面存档备份，存于） – Cornell Lab of Ornithology
- VIREO上Cinnamon Teal的圖片
- Anas cyanoptera的分佈圖，IUCN紅色名錄地圖